# Serguéi Meniailo
Serguéi Meniailo (en ruso: Сергей Иванович Меня́йло; nacido el 22 de agosto de 1960 en Alaguir, en la RSFS de Rusia de la Unión Soviética) es un comandante militar soviético y ruso, excomandante adjunto de la Flota del Mar Negro y entre abril de 2014 y julio de 2016, alcalde de la ciudad de Sebastopol, anexada a Rusia desde el 18 de marzo de 2014. Actualmente es representante presidencial en el Distrito Federal de Siberia. En 2019 fue elegido como el 6.º Presidente de la República de Osetia del Norte-Alania, cargo que ostenta hasta la fecha.

## Biografía
Nació en 1960 en Alaguir, en la República Autónoma Socialista Soviética de Osetia del Norte (hoy Osetia del Norte-Alania) en la Rusia Soviética. Graduado de ingeniero navegante, comenzó a trabajar en la Flota del Norte hacia 1979.
En 1990 fue elegido miembro del Consejo Regional de Múrmansk. En 2008 participó en la guerra de Osetia del Sur. Al año siguiente, fue nombrado comandante adjunto de la Flota del Mar Negro a través de un decreto.
En abril de 2010 fue candidato del partido Rusia Unida para un cargo en Osetia del Norte-Alania.
En diciembre de 2011 abandonó el servicio militar. El 14 de abril Alekséi Chaly, gobernador interino de Sebastopol desde el comienzo de la crisis de Crimea de 2014, renunció a su cargo y solicitó a Vladímir Putin el nombramiento de Meniailo el cargo de «gobernador interino» de Sebastopol. Ese mismo día fue confirmado en el cargo por un decreto presidencial.
Renunció a su cargo a fines de julio de 2016, siendo posteriormente nombrado Representante Plenipotenciario del Presidente de la Federación Rusa en el Distrito Federal de Siberia.